# Giuliano Poletti
Giuliano Poletti (ur. 19 listopada 1951 w Imoli) – włoski polityk i działacz spółdzielczy, prezes organizacji spółdzielczej Legacoop, w latach 2014–2018 minister pracy i polityki społecznej.

## Życiorys
Z wykształcenia technik rolnik, dyplom uzyskał w 1970. Pracował w spółdzielni rolniczej COPAI. Był radnym Imoli, a w latach 1976–1979 asesorem do spraw rolnictwa w zarządzie miasta. Zaangażował się w działalność polityczną w ramach Włoskiej Partii Komunistycznej, w latach 1982–1989 pełnił funkcję sekretarza partii w Imoli. Zasiadał też w radzie prowincji Bolonia. Był prezesem lokalnych organizacji rolniczych i spółdzielczych, przewodniczącym federacji spółdzielczej Legacoop w regionie Emilia-Romania, wiceprzewodniczącym na poziomie krajowym, w 2002 stanął zaś na czele tej organizacji. W 2013 wybrany na prezesa stowarzyszenia spółdzielców Alleanza delle Cooperative Italiane.
21 lutego 2014 kandydat na premiera Matteo Renzi ogłosił jego nominację na urząd ministra pracy i polityki społecznej (jako bezpartyjnego z rekomendacji Partii Demokratycznej). Utrzymał to stanowisko również w powołanym w grudniu 2016 gabinecie Paola Gentiloniego; funkcję ministra pełnił do czerwca 2018.